# وليام راثبون الثاني
وليام راثبون الثاني (بالإنجليزية: William Rathbone II)‏ رجل أعمال بريطاني (ولد يوم 22 مايو من العام 1696 - توفي يوم 9 مارس من العام 1746) هو مؤسس (شركة الأخوة راثبون) وهي واحدة من أكبر شركات إدارة الثروات في المملكة المتحدة.

## السيرة الذاتية
نشأ ويليام راثبون في مدينة غاوورث، تزوج من سارة هايد الأولى التي أنجب منها ولداً هو وليام راثبون الثالث، ثم في عام 1731 تزوج من إليزابيث شبرد جونسون، وانطلق إلى ليفربول حيث أسس في عام 1742 شركة للأخشاب التي أصبح اسمها راثبون براذرز، وانضم لاحقًا إلى جمعية الأصدقاء الدينية التي تسمى الكويكرز، وهي مجموعة من المسيحيين البروتستانت نشأت في القرن السابع عشر في إنجلترا على يد جورج فوكس.